# Eryngium articulatum
Eryngium articulatum là một loài thực vật có hoa trong họ Hoa tán. Loài này được Hook. mô tả khoa học đầu tiên năm 1847.